# Stress thermique chez les végétaux
 (octobre 2014).
 (novembre 2023).
Le stress thermique chez les végétaux est l'ensemble des modifications de la physiologie des végétaux lorsque la température s'élève ou s'abaisse au-delà des conditions habituelles. Il diffère selon les espèces et la forme et ampleur du changement de température.

## Réactions communes
La transpiration de la plante augmente avec la température. Au-delà de 30 °C, les stomates se ferment, la photosynthèse baisse. Dès 45 °C, elle est totalement inhibée. Gounaris[Qui ?] a montré en 1983 qu'au-dessus de 50 °C, il y a une perturbation dans les interactions protéines-lipides des membranes. Le stress thermique abîme d'abord les membranes, puis les tissus, et induit une contraction/expansion des cellules.  
En réponse à une haute température, certaines plantes, comme des pois, augmentent la concentration en lipides de la membrane, et peuvent alors continuer à faire la photosynthèse.
Le froid créée des cristaux de glace dans les cellules ce qui entraine leur mort, généralement entre −5 °C et −15 °C. De plus, lorsque le sol est gelé, l'eau n'est plus disponible et cela amène un stress hydrique. L'acclimatation au froid se fait par l'endurcissement des feuilles, et par l'augmentation de la concentration en molécules protectrices, appelées cryoprotecteurs. C'est le phénomène de surfusion.